# پیربدیل
پیربدیل (به لاتین: Pirəbədil) یک منطقه مسکونی در جمهوری آذربایجان است که در شهرستان شابران واقع شده است. پیربدیل ۸۳۴ نفر جمعیت دارد.